# معركة جزر إيجيتس
كانت معركة جزر إيجيتس معركة بحرية وقعت في 10 مارس عام 241 قبل الميلاد بين أساطيل قرطاج وروما خلال الحرب البونيقية الأولى. وقعت المعركة بين جزر إيجيتس، قبالة الساحل الغربي لجزيرة صقلية. كان القرطاجيون تحت قيادة هانو، وكان الرومان تحت السلطة العامة لغايوس لوتاتيوس كاتولوس، لكن خلال المعركة كان القائد هو كوينتوس فاليريوس فالتو. حسمت هذه المعركة الحرب البونيقية الأولى التي استمرت 23 عامًا.
كان الجيش الروماني يحاصر القرطاجيين في آخر معاقلهم على الساحل الغربي لجزيرة صقلية منذ عدة سنوات. كان الرومان في حالة إفلاس عندما اقترضوا المال لبناء أسطول بحري استخدموه لمد الحصار إلى البحر. جمع القرطاجيون أسطول أكبر أرادوا استخدامه لتوصيل الإمدادات إلى صقلية، حيث تمركز الكثير من الجيش القرطاجي هناك كمشاة بحرية. لكن اعترض الأسطول الروماني القرطاجيون وفي معركة شاقة، هزم الرومان المدربون بشكل أفضل الأسطول القرطاجي الذي عانى من نقص في عدد أفراده وتدريبه، وما أعاقه بشكل أكبر حمولته بالإمدادات كما أنه لم يكن مشكلًا بعد مجموعته الكاملة من مشاة البحرية.
كنتيجة مباشرة، دعت قرطاج من أجل السلام ووافقت على معاهدة لوتاتيوس، التي بموجبها تنارلت قرطاج عن صقلية لروما ودفعت تعويضات كبيرة. ومنذ ذلك، كانت روما القوة العسكرية الرائدة في غرب البحر الأبيض المتوسط، وبشكل متزايد في منطقة البحر الأبيض المتوسط ككل.

### السفن

Depiction of the positions of the rowers of the three different oars in a Greek trireme